# Dzidzantún
Dzidzantún,
, es una población del estado de Yucatán, en México, situada en la parte nororiental de Yucatán, cuya fecha de fundación se pierde  en el pasado pero que perteneció al cacicazgo de Ah Kin Chel hasta la llegada de los españoles en el siglo XVI.

## Toponimia
Piedra vencida, de Dzidzan, vencido y tun, piedra o peñasco.

## Historia
El sitio en el que hoy se levanta el pueblo de Dzidzantún "Lo que está escrito en piedra", cabecera del municipio del mismo nombre, perteneció en tiempos prehispánicos a la provincia de Ah Kin Chel. 
No se tienen datos acerca de su fundación. Se conoce por las Crónicas Pech que la región fue dominada por un cacique de nombre Naxom Chel, descendiente de Ah Kin Chel. Hay un documento que testimonia que en el año de 1549 existía una encomienda en este sitio a favor del señor Hernán Muñoz Vaquiano. 
Desde fines del siglo XIX Dzidzantún perteneció al partido de Temax, hasta 1918 en que se erige cabecera del municipio del mismo nombre por acuerdo de la Ley Orgánica del Estado de Yucatán.

## Ubicación
Este municipio se localiza en la región denominada litoral norte del Golfo de México. Queda comprendido dentro de los paralelos 21°12′ y 21°23′ latitud norte y los meridianos 88°57′ y 89°4′ longitud oeste; tiene una altitud promedio de 4 m s. n. m. .  
Limita al norte con el Golfo de México, al sur con los Municipios de Temax y Cansahcab, al este con el municipio de Dzilam González y al oeste con Yobaín.  
Comisarías
- San Francisco y Santa Clara.

## Geografía

### Orografía
La parte sur está constituida por una llanura de barrera con piso rocoso. La parte norte posee una suave pendiente que al final se convierte en lecho marino. 

### Hidrografía
En el territorio municipal no existen corrientes superficiales de agua. Sin embargo, hay corrientes subterráneas que forman depósitos comúnmente conocidos como cenotes. En algunos casos los techos de estos se desploman y forman las aguadas. 

### Clima
En la mayor parte del municipio el clima es muy húmedo y cálido, siendo sólo la parte sudeste de clima cálido subhúmedo. Los vientos dominantes son en dirección sureste y noroeste. Tiene una temperatura media de 26.3 °C y  una precipitación pluvial media anual de 1200 milímetros. Humedad relativa promedio anual: marzo 66%- diciembre 89%.

## Principales ecosistemas
Flora
La flora presenta la vegetación característica de la selva baja caducifolia; las especies principales son la ceiba, el bonete y el flamboyán, entre otras. En el norte predomina el cocotero y el mangle. 
Fauna
La fauna en el municipio de Dzidzantún es diversa, (tanto en áreas retiradas o montes y en algunas zonas urbanas) se pueden encontrar los siguientes animales: ardilla yucateca, tlacuache sureño (erroreanmente conocido como zorro), iguana espinosa del golfo (iguano común) tamandúa norteño (oso hormiguero), tigrillo, coatí de nariz blanca (pizot), venado cola blanca, murciélago, entre otros.  
Como en muchas zonas del estado de Yucatán, Dzidzantún alberga una amplia variedad de aves, tales como: zanate mexicano (kau) momoto ceja azul (pájaro toh), centzontle tropical, paloma ala blanca (torcaza), picogordo pecho rosa (degollado), gavilán, cardenal, semillero oliváceo (cilil), azulejo, águila pescadora, matraca yucateca, carpintero yucateco, codorniz yucateca, aguililla gris, halcón enano, búho cornudo, lechuza, correcaminos tropical, entre muchos otros más.

## Grupos Étnicos
De acuerdo al XII Censo General de Población y Vivienda 2000 efectuado por el Instituto Nacional de Estadística Geografía e Informática (INEGI) la población de 5 años y más, hablante de lengua indígena en el municipio asciende a 1,064 personas. Su lengua indígena es el maya.

## Educación
Cuenta con:
- 5 escuelas nivel Preescolar
- 5 escuelas nivel Primarias
- 1 escuela nivel Secundaria
- 2 escuelas nivel Bachillerato
- 3 escuelas nivel Superior

## Religión
Al año 2000, de acuerdo al citado censo efectuado por el INEGI, la población de 5 años y más, que es católica asciende a 6149 habitantes, mientras que los no católicos en el mismo rango de edades suman 971 habitantes. 

## Vivienda
De acuerdo al XII Censo General de Población y Vivienda efectuado por el INEGI, el municipio cuenta al año 2015 con 2,430 viviendas;

## Vías de comunicación
La red carretera, de acuerdo al Anuario Estadístico del Estado de Yucatán, editado por el INEGI, al año 2000 tiene una longitud de 85.3 km

## Monumentos históricos
Arquitectónicos
Las iglesias de San Antonio de Padua, La Purísima Concepción y San Pedro (siglos XVI y XVII), el palacio municipal (siglo XIX). 
Iglesia y exconvento de Santa Clara, en la que encontramos la nave más grande de Latinoamérica. 
Arqueológicos
Xalau, Tamba, Bolmay, Petul, Sotpol, Xuyap, Poxil, Xcoom, Palaban, Xmaos y Xcan. 

## Fiestas y tradiciones

#### Enero, festividades en honor deSanta Clara.
Del 8 al 14 de agosto festividades en honor de Santa Clara, patrona del pueblo (11 de agosto). 
Para las festividades de todos los Santos y fieles difuntos se acostumbra colocar un altar en el lugar principal de la casa, donde se ofrece a los difuntos la comida que más les gustaba y el tradicional Mucbil pollo, acompañado de atole de maíz nuevo, y chocolate batido con agua. En las fiestas regionales los habitantes bailan las jaranas, haciendo competencias entre los participantes. 
Traje Típico
Por costumbre las mujeres usan sencillo Hipil, con bordados que resaltan el corte cuadrado del cuello y el borde del vestido; este se coloca sobre el Fustán, que es un medio fondo rizado sujeto a la cintura con pretina de la misma tela; calzan sandalias, y para protegerse del sol se cubren con un rebozo. Los campesinos, sobre todo los ancianos, visten pantalón holgado de manta cruda, camiseta abotonada al frente, mandil de cotí y sombrero de paja. 
Para las vaquerías y fiestas principales las mujeres se engalanan con el Terno, confeccionado con finas telas, encajes y bordados hechos generalmente a mano en punto de cruz. Este se complementa con largas cadenas de oro, aretes, rosario de coral o filigrana y rebozo de Santa María.
Los hombres visten pantalón blanco de corte recto, filipina de fina tela (los ricos llevan en esta prenda botonadura de oro), alpargatas y sombreros de jipijapa, sin faltar el tradicional pañuelo rojo llamado popularmente paliacate, indispensable al bailar la Jarana.

## Gastronomía
Alimentos
Se preparan con masa de maíz carne de puerco, pollo y venado acompañados con salsas picantes a base de chiles habanero y max. Los principales son: Fríjol con puerco, Chaya con huevo, Puchero de gallina, Queso relleno, Salbutes, Panuchos, Pipian de Venado, Papadzules, Longaniza, Cochinita Pibil, Joroches, Mucbil pollos, Pimes y Tamales. 
Dulces
Yuca con miel, Calabaza melada, Camote con coco, Cocoyol en almíbar, Mazapán de pepita de calabaza, Melcocha, Arepas, Tejocotes en almíbar y Dulce de ciricote.  
Bebidas (Tradicionales)
Xtabentun, Balché, Bebida de anís, Pozole con coco, Horchata, Atole de maíz nuevo y Refrescos de frutas de la región y Palo Viejo. 

## Presidentes municipales recientes
- Gaspar May 1941-1942
- Manuel A. Aguilar 1943-1945
- Miguel Ezma 1945-1946
- Porfirio Flores 1947-1949
- Mariano Estrada G. 1950-1952
- Elías Lizama 1953-1955
- Manuel A. Aguilar 1956-1958
- Miguel Pereira 1959-1961
- Felipe Medina Peraza 1962-1963
- Narciso Alcocer 1963-1964
- Bernabé Eroza Baeza 1965-1967
- Enrique Estrada Lizama 1968-1970
- Pedro Jiménez López 1971-1973
- Víctor Coral 1974-1975
- Wenceslao Molina Alcocer 1976-1978
- Víctor Coral Campos 1979-1981
- Francisco Martínez May 1982-1984
- Mario Estrada López 1985-1987
- Effy Luz Estrada Saldivar 1988-1991
- Ray Vivas Guerrera 1991-1993
- Miguel Ángel Ávila y Coral 1994-1995
- Miguel Ángel Zaldivar Flores 1995-1998
- Herve Isauro Zaldívar Avilés 1998-2001
- Miguel Ángel Zaldivar Flores 2001-2004
- Cornelio Aguilar Puc 2004-2007
- Miguel Ángel Zaldivar Flores 2007-2010
- Álvaro Coral E. 2010-2012
- Ismael Aguilar Puc 2012-2015
- Raúl Torres Faisal 2015-2018
- Ismael Aguilar Puc 2018-2021

## Galería

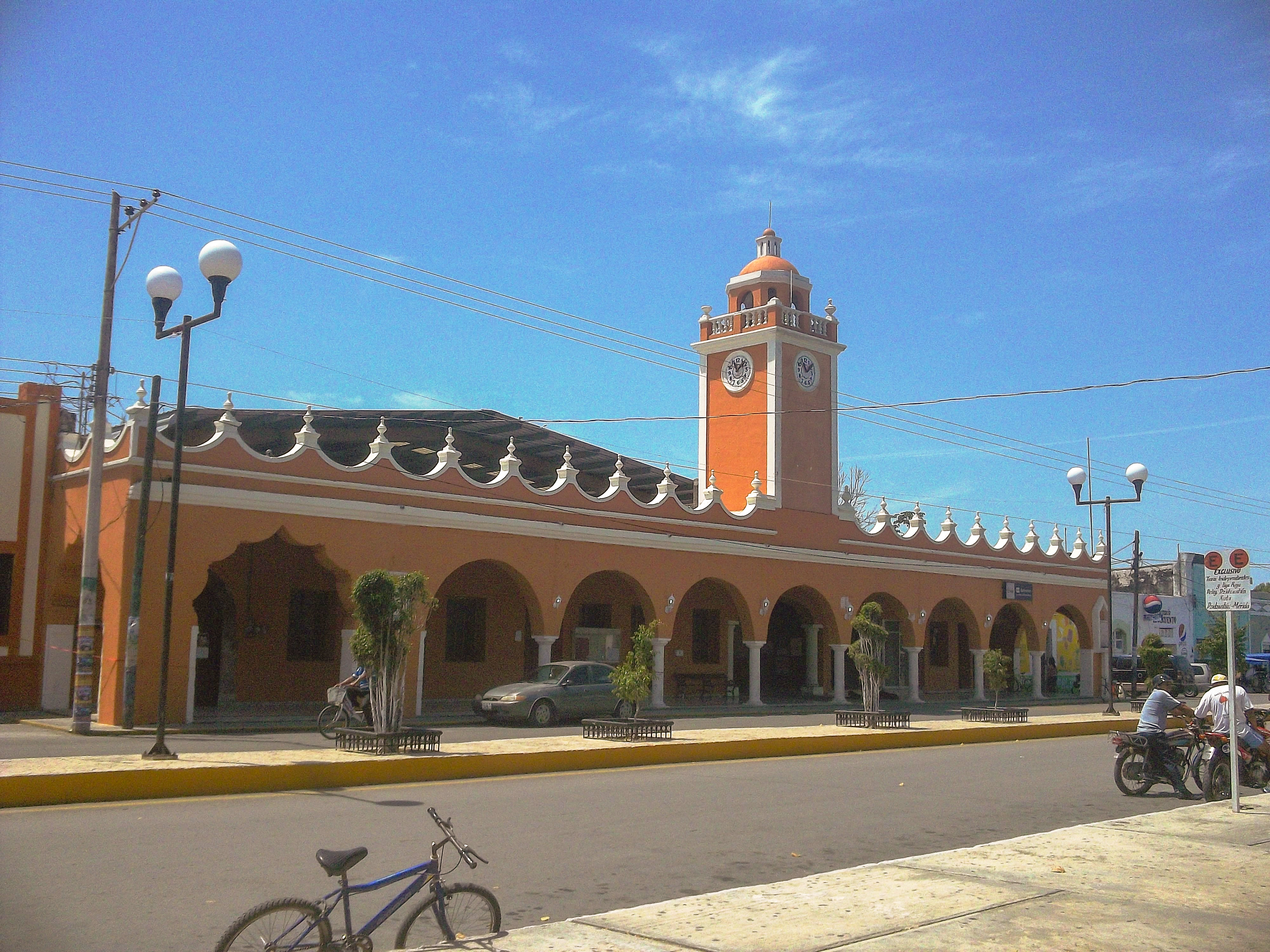
Palacio municipal de Dzidzantún.
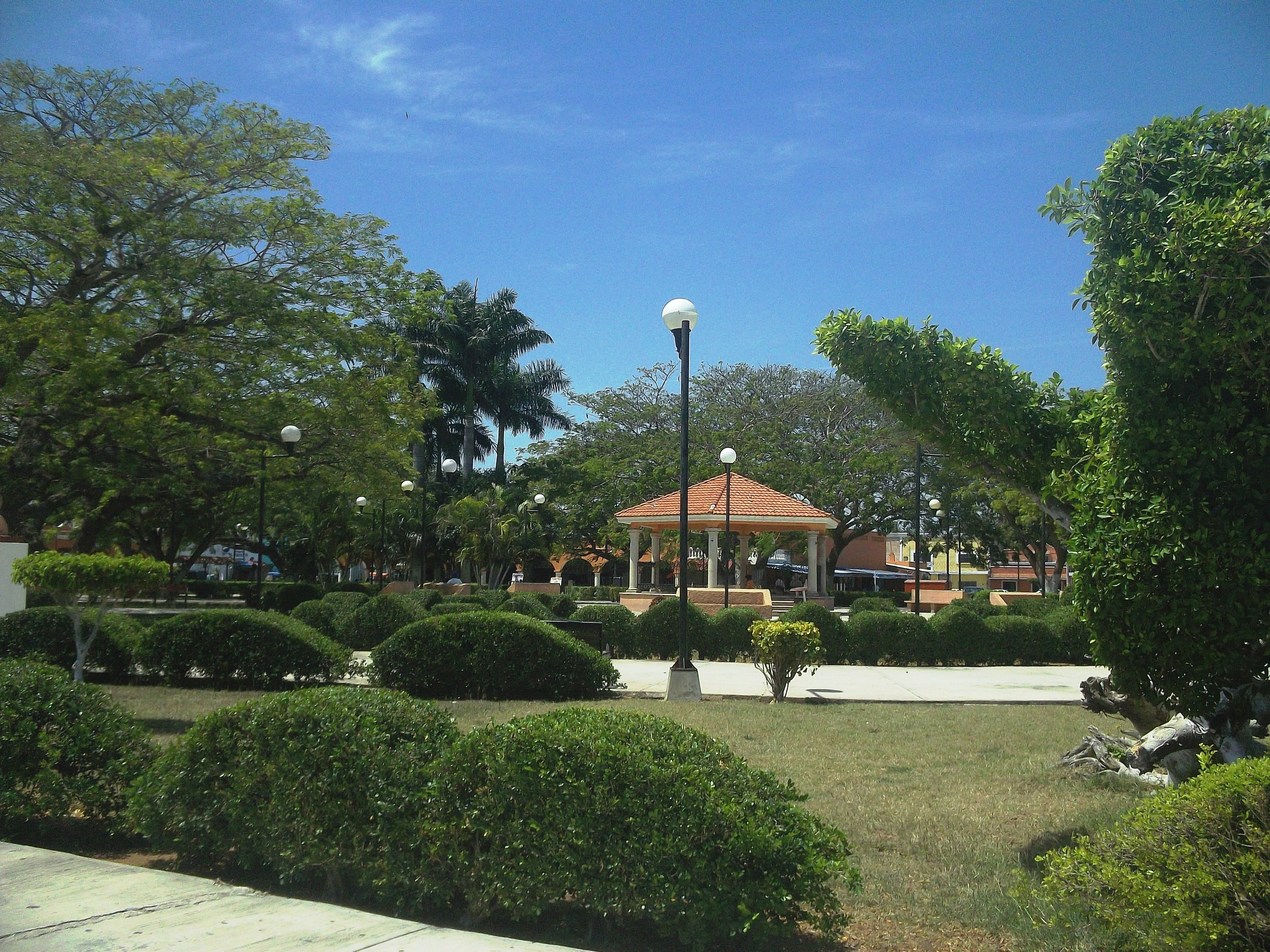
Parque principal de Dzidzantún.
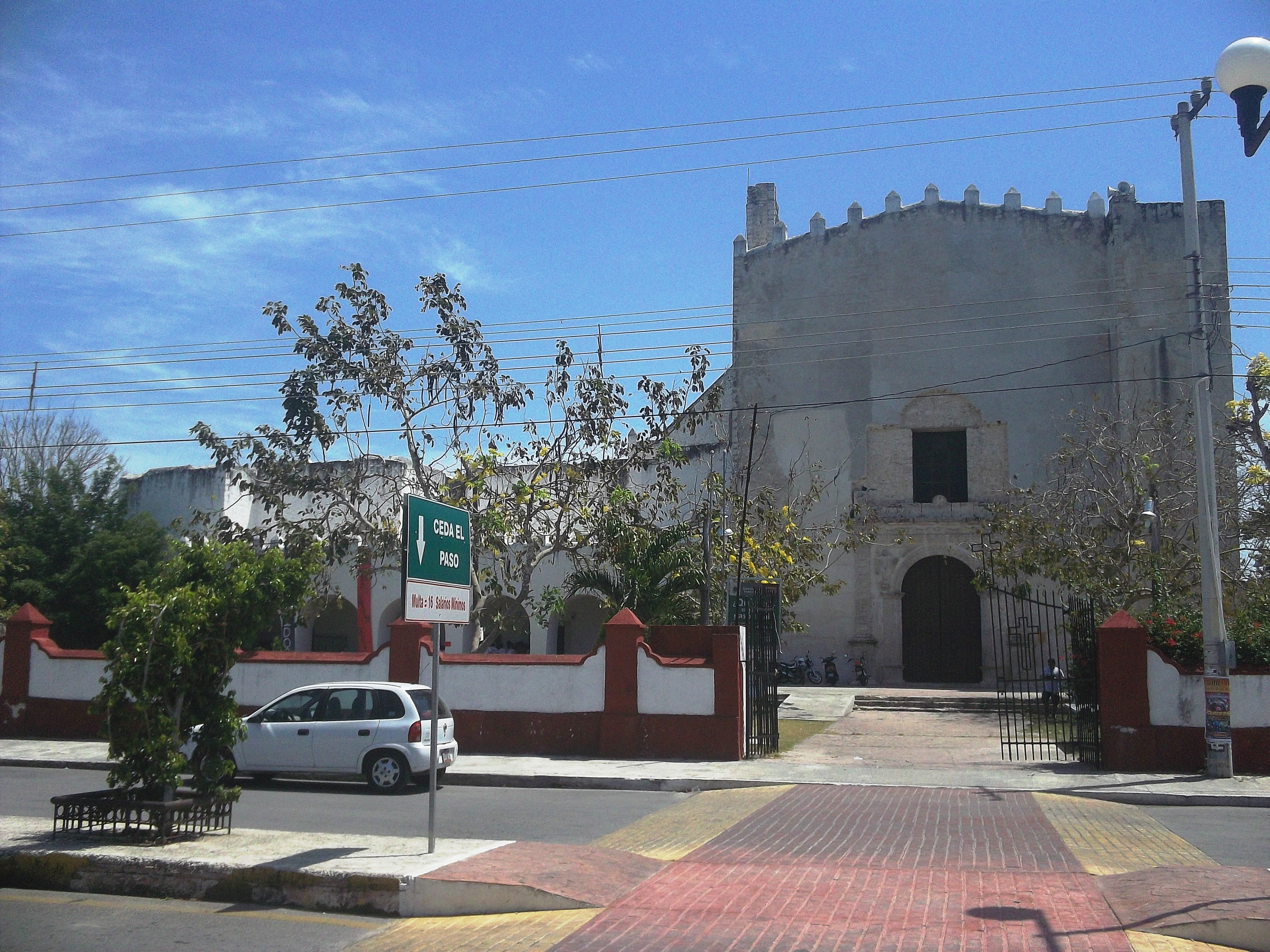
Iglesia principal de Dzidzantún.
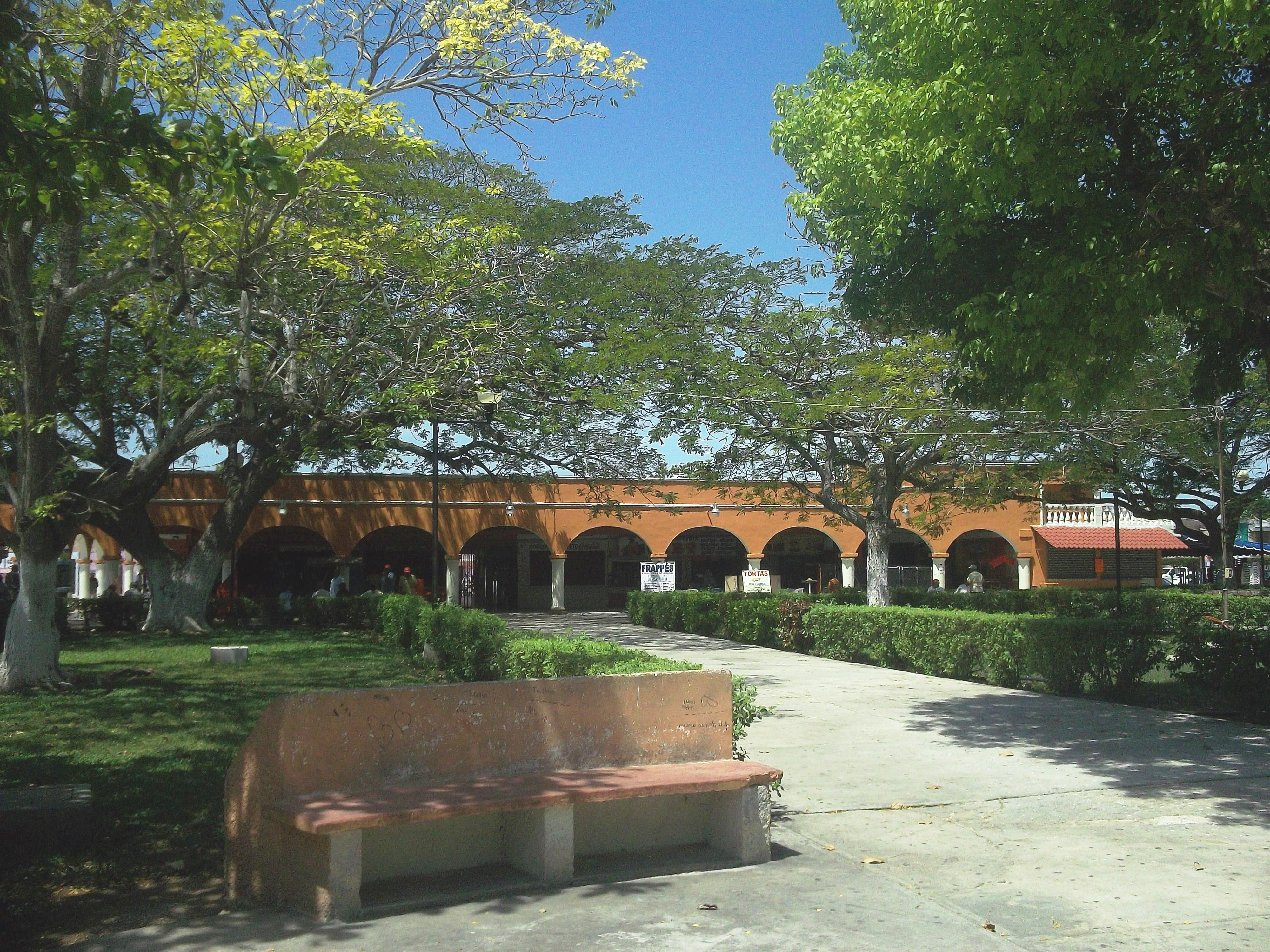
Mercado municipal de Dzidzantún.
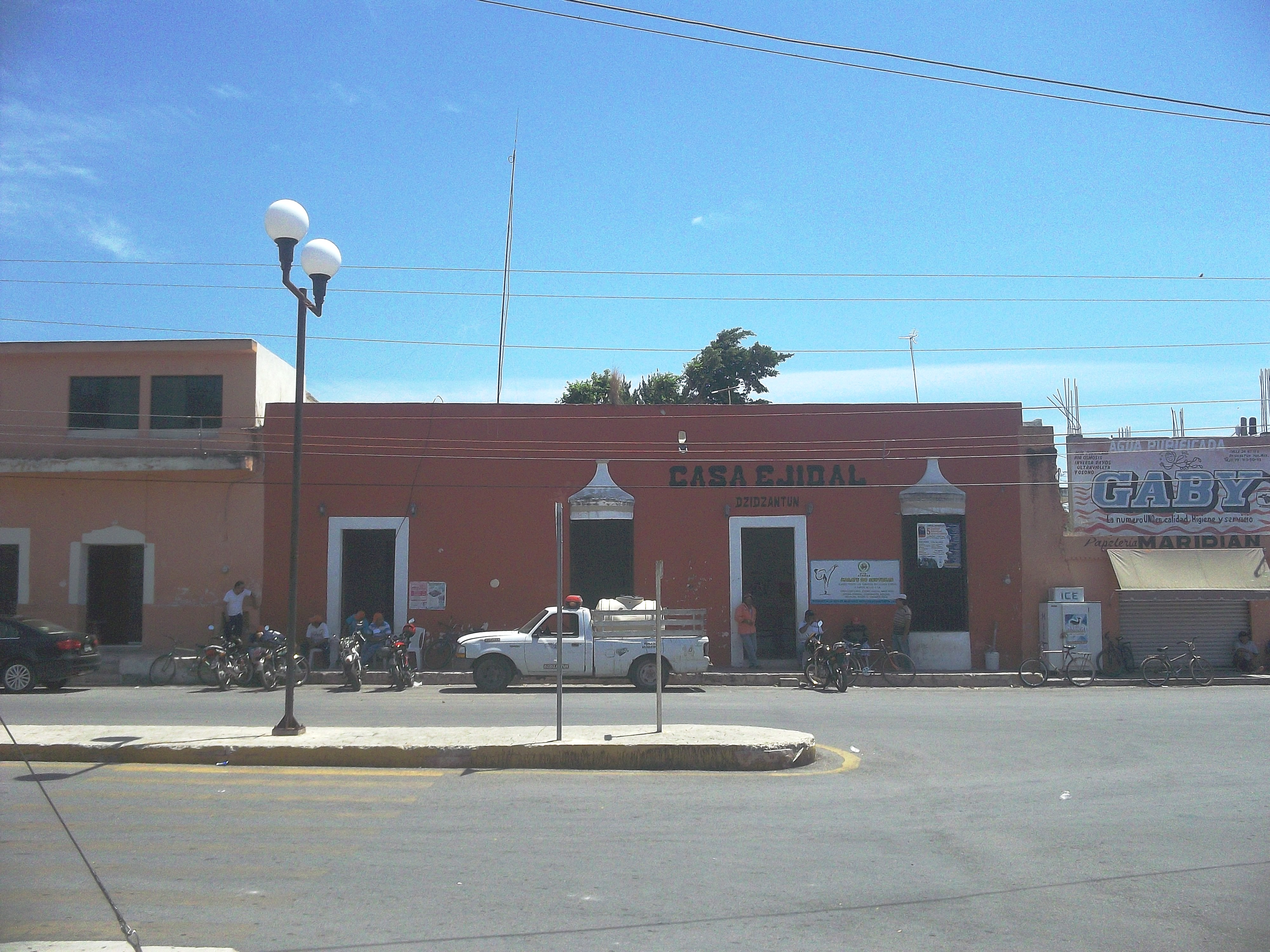
Casa ejidal de Dzidzantún.